# Trichocera auripennis
Trichocera auripennis är en tvåvingeart som beskrevs av Alexander 1960. Trichocera auripennis ingår i släktet Trichocera och familjen vintermyggor. Inga underarter finns listade i Catalogue of Life.